# Ronald D. Moore
Ronald Dowl Moore (5 de julho de 1964, Chowchilla) é um roteirista e produtor de televisão norte-americano, mais conhecido por seu trabalho nas séries da franquia Star Trek e na minissérie e série de telvisão da re-imaginada Battlestar Galactica. No momento é produtor da série de TV Outlander, indicada ao Golden Globe 2016 e aclamada pela critica.

## Infância e educação
Moore nasceu e foi criado em Chowchilla, Califórnia, filho de uma professora e de um superintendente de escola que à noite trabalhava como técnico de futebol americano, se interessando por escrever e teatro ainda no colégio. Ele estudou ciência política na Universidade Cornell, onde ele foi Secretário Literário da Kappa Alpha Society. Porém, Moore não completou seu último na universidade por perder interesse nos estudos. Ele então foi desqualificado da Marinha devido a um machucado no joelho que ele adquiriu no colégio. Mesmo assim ele serviu durante um verão na frigata USS W. S. Sims.

## Carreira

### Star Trek: The Next Generation
Em 1988, Moore conseguiu fazer parte de um tour pelos cenários de Star Trek: The Next Generation através de sua namorada durante as filmagens do episódios "Time Squared".[carece de fontes?] Durante o tour, ele conseguiu dar um roteiro a um dos assistentes de Gene Roddenberry, que gostou do roteiro o suficiente para ajudá-lo a conseguir um agente que submeteu o roteiro através dos canais adequados. Por volta de sete meses depois, o produtor executivo Michael Piller leu o roteiro e o comprou; ele acabou se tornando o episódio "The Bounding", da terceira temporada. Baseado anquele roteiro ele conseguiu a oportunidade de escrever um segundo, que o levou a uma posição na equipe da série como editor de roteiros. Dois anos depois, ele foi promovido a co-produtor e posteriormente para produtor durante o último ano do programa.
Moore desenvolveu a reputação de especialista em klingons entre os membros da equipe de produção, sendo responsável por escrever vários episódios que desenvolveram a espécie klingon e sua cultura, começando por "Sins of the Father", que introduziu seu planeta natal, Qo'noS, o Alto Conselho Klingon e o Chanceler; continuando com "Reunion", "Redemption, I & II", "Ethics" e "Rightful Heir".
Durante seu período em The Next Generation, ele foi creditado por escrever ou co-escrever 27 episódios. Várias vezes ele co-escreveu com Brannon Braga, desenvolvendo uma parceira de sucesso que levaria os dois a escrever o último episódio da série, "All Good Things...", vencendo o Hugo Award de Melhor Apresentação Dramática. Como um dos produtores da série, Moore recebeu uma indicação ao Primetime Emmy Award de Melhor Série Dramática pela última temporada de The Next Generation.
Moore e Braga também escreveram o roteiro das primeiras duas aparições do elenco de The Next Generation no cinema, Star Trek Generations e Star Trek: First Contact.

### Star Trek: Deep Space Nine
Quando The Next Generation se encerrou em 1994, Moore se juntou a equipe de produção de Star Trek: Deep Space Nine em sua terceira temporada como produtor supervisor e roteirista, sendo promovido a co-produtor executivo para as duas últimas temporadas do programa. Durante seu período na série ele colaborou novamente com Braga em First Contact e no rascunho do filme Mission: Impossible II, um roteiro que mais tarde foi reescrito por Robert Towne, porém a dupla recebeu o crédito de história.
Durante seu período em Deep Space Nine, ele continuou a escrever episódios que expandiam a cultura klingon. Ele também escreveu episódios que lidavam com assuntos controversos, como engenharia genética, e co-escreveu o primeiro episódio de Star Trek contendo um beijo entre duas pessoas do mesmo sexo.

### Star Trek: Voyager
Com o final de Deep Space Nine em 1999, Moore foi transferido para a equipe de produção de Star Trek: Voyager no começo de sua sexta temporada, onde ser parceiro de escrita Brannon Braga era produtor executivo. Entretanto, Moore deixou Voyager apenas algumas semanas depois, com "Surving Instinct" e "Barge of the Dead" sendo seus únicos créditos. Em janeiro de 2000, em uma entrevista para a revista Cinefantastique, Moore citou problemas em sua relação de trabalho com Braga no curto período:
| “ | Estou muito magoado com Brannon. O que aconteceu entre mim e ele é apenas entre mim e ele. Foi uma quebra de confiança. Eu teria saído de qualquer programa onde eu não pudesse participar no processo. Eu não podia perticipar do processo, eu não era parte do programa. Eu fiquei muito desapontado que meu amigo de longa data e parceiro de escrita agiu daquela maneira, que cruzou um ponto onde eu achei que eu deveria sair de Star Trek, que era algo que significava muito para mim durante um longo tempo, desde minha infância até minha carreira profissional. | ” |

Os dois acabariam fazendo as pazes depois da exibição de Voyager; eles podem ser ouvidos conversando nos comentários em áudio dos primeiros lançamentos de DVD de Generations e First Contact.

### PósStar Trek(2000–03)
Depois de deixar Voyager, Moore brevemente trabalhou como produtor consultor em Good vs. Evil, antes de se juntar a Roswell como co-produtor executivo e roteirista no começo de sua segunda temporada em 2000. Moore e o criador da série Jason Katims comandaram Roswell até o final do programa em 2002. Ele escreveu alguns dos mais populares episódios da série, como "Ask Not" e o último episódio, "Graduation".
Durante esse período, Moore também desenvolveu um piloto baseado nos livros Dragonriders of Pern, de Anne McCaffrey, para a The WB Television Network, porém o projeto foi suspenso devido a "diferenças criativas" entre Moore e a emissora. A emissora tentou alterar a história (sem a aprovação de Moore) até que ela não se parecesse mais com a série de livros originais. Moore era um fã dos livros, se recusando a continuar a trabalhar no piloto com as alterações. Ele devolveu os direitos da série de volta para McCaffrey.
Em 2002, depois de tentativas anteriores feitas por Bryan Singer e Tom DeSanto falharem, David Eick abordou Moore sobre uma nova minissérie de quatro horas para Battlestar Galactica para a Universal. Moore desenvolveu uma minissérie com Eick, escrevendo roteiros e atualizando a antiga série, também desenvolvendo uma história de fundo que poderia funcionar para uma série regular se a minissérie fosse um sucesso. Ao mesmo tempo, ele foi abordado pela HBO sobre comandar uma nova série de televisão chamada Carnivàle, entretanto a emissora decidiu oferecer a posição à Henry Bromell, oferecendo a Moore o cargo de produtor consultor na equipe de roteiristas. Ele aceitou, porém Bromell deixou o programa pouco depois da produção se iniciar, e Moore acabou virando showrunner. Enquanto Moore trabalhou na primeira temporada de Carnivàle, Eick cuidou da produção diária da minissérie de Galactica no Canadá. Glactica foi ao ar em 2003 com uma audiência recorde, sendo a minissérie mais assistida na TV a cabo naquele ano. Depois de Carnivàle ter encerrado sua primeira temporada e o Sci-Fi Channel ter encomendado uma série semanal de treze episódios para Galactica, Moore deixou Carnivàle para assumir uma posição integral como produtor executivo em Galactica.

### Battlestar Galactica
Depois da minissérie, a série de televisão semanal Battlestar Galactica foi ao ar em outubro de 2004 no Reino Unido e em janeiro de 2005 nos Estados Unidos e Canadá. A reimaginação de Moore de Galactica é notável por assumir um tom muito mais série do que sua predecessora, algo que foi prenunciado em janeiro de 2000 durante uma entrevista para a Cinescape, onde ele discutiu o que para ele era o problema conceitual de Voyager:
| “ | A premissa tinha muitas possibilidades. Antes de ir ao ar, eu estava em uma convenção em Pasadena, e [Rick] Sternbach e [Michael] Okuda estavam no palco, e eles estavam respondendo perguntas do público sobre a nova nave. Era tudo muito técnico, e eles estavam falando sobre o fato de que na premissa essa nave iria ter problemas. Ela não iria ter fontes de energia ilimitadas. Ela não teria todas as quinquilharias da Enterprise. Ela seria mais dura, cuidaria mais de si mesma, tendo que trocar para conseguir os suprimentos que queria. Isso não ocorreu. Não acontence nunca, e é uma mentira para o público. Eu acho que o público intuitivamente sabe quando algo é verdade e quando algo não é. Voyager não era. Se fosse verdade, a nave não pareceria perfeita toda a semana, depois de todas as batalhas que ela passa. Quantas vezes a ponte foi destruída? Quantas naves auxiliares desapareceram e outra acabou de sair do forno? Esse tipo de sacanagem contra o público eu acho que tem seu preço. Em determinado momento o público não leva mais a sério, porque eles sabem que isso não é como realmente aconteceria. Essas pessoas não agiriam dessa forma. | ” |

Moore escreveu os dois primeiros episódios da nova série, com o primeiro episódio, "33", vencendo o Hugo Award de Melhor Apresentação Dramática, Forma Curta em 2005, o segundo Hugo de sau carreira. Em 2007, Moore foi indicado a mais um Primetime Emmy por escrever os episódios "Occupation" e "Precipice", que foram ao ar juntos como a estréia da terceira temporada.
Moore falou bastante sobre a Greve dos Roteiristas dos Estados Unidos (2007-08), já que sua Battlestar Galactica era um dos grandes focos que levaram a greve. Começando em agosto de 2006, o Sindicato dos Roteiristas ordenou que a produção dos webepisódios Battlestar Galactica: The Resistace, que seria uma ligação entre a segunda e terceira temporada do programa, fosse parada. A tensão sobre esse caso se estenderia por toda a terceira temporada. Battlestar Galactica foi, junto com outras séries populares como Lost e Heroes, um do sprimeiros programas a iniciar o debate sobre os lucros advindos da "novas mídias", já que a série é extensamente baixada através da iTunes Store e ela recupera muito de seus custos de produção através das vendas de DVD, oposto a audiências diretas. Apesar da greve ter parado a produção de Battalestar Galactica em seu quarto e último ano, os trabalhos voltaram e o programa chegou ao fim em 20 de março de 2009.

## Prêmios
Emmy Awards
- 1994 - Melhor Série Dramática por Star Trek: The Next Generation (indicado)
- 2007 - Melhor Roteiro em Série Dramática por Battlestar Galactica (episódio: "Occupation"/"Precipice") (indicado)
- 2008 - Melhor Classe Especial – Programas de Entretenimento de Formato Curto por Battlestar Galactica: Razor Flashbacks (featurette #4: Free Fall) (venceu)

Hugo Awards
- 1995 - Melhor Apresentação Dramática por Star Trek Generations (indicado)
- 1995 - Melhor Apresentação Dramática por Star Trek: The Next Generation (episódio: "All Good Things...") (venceu)
- 1997 - Melhor Apresentação Dramática por Star Trek: First Contact (indicado)
- 1997 - Melhor Apresentação Dramática por Star Trek: Deep Space Nine (episódio: "Trials and Tribble-ations") (indicado)
- 2005 - Melhor Apresentação Dramática, Forma Curta por Battlestar Galactica (episódio: "33") (venceu)

Peabody Awards
- 2005 - Peabody Award por Battlestar Galactica

Streamy Awards
- 2009 - Melhor Roteiro Para uma Série Dramática de Internet por Battlestar Galactica: The Face of the Enemy (venceu)